# Себастьєн Шарно
Себастьєн Шарно (нар. 15 січня 1974) — французький планетолог, фахівець із чисельного моделювання зіткнень тіл у Сонячній системі, співвідкривач двох супутників Сатурна — Мефони й Паллени.

## Біографія
В 2000 році Себастьєн Шарно в Університеті Париж VII захистив дисертацію доктора філософії, присвячену фізиці протопланетних дисків. Його науковим керівником був Андре Браїк.
Після цього Себастьєн Шарно працював в в Університеті Париж VII, досліджуючи динаміку планет. Він також був членом французької Комісії з атомної енергетики.

## Наукові результати
Роботи Шарно охоплюють задачі, пов'язані з динамікою зіткнень космічних тіл, у застосуванні до фізики планетних кілець і формування Сонячної системи.
Разом зі своїм науковим керівником Андре Браїком він брав участь у групі аналізу зображень космічної місії Кассіні під керівництвом Керолайн Порко. Використовуючи програмне забезпечення, яке він написав для автоматичного виявлення супутників, і аналізуючи сотні зображень, він допоміг команді в 2004 році виявити два нові невеликі супутники Сатурна, Мефону й Паллену.